# Paul Graziani
Pour les articles homonymes, voir Graziani.
Paul Graziani, né le 14 février 1925 à Barbezieux-Saint-Hilaire (Charente) et mort le 30 juillet 2012 à Ajaccio (Corse-du-Sud), est un homme politique français.

## Détail des fonctions et des mandats
Mandats parlementaires
- 6 mai 1973 - 2 avril 1978 : député de la 9e circonscription des Hauts-de-Seine
  - Remplaçant de Georges Gorse, nommé ministre dans le gouvernement Messmer II[2]
- 21 avril 1986 - 1er octobre 1995 : sénateur des Hauts-de-Seine
  - Réélu le 28 septembre 1986[3]

Mandats locaux
- 1967 - 1989 : conseiller général du canton de Boulogne-Billancourt-Nord-Ouest
- 24 mars 1982 - 7 mars 1988 : président du conseil général des Hauts-de-Seine[4]
- 21 mai 1991 - 25 juin 1995 : maire de Boulogne-Billancourt